# Commune de Giteranyi
 (octobre 2021).
Si vous disposez d'ouvrages ou d'articles de référence ou si vous connaissez des sites web de qualité traitant du thème abordé ici, merci de compléter l'article en donnant les références utiles à sa vérifiabilité et en les liant à la section « Notes et références ».
La commune de Giteranyi est l'une des sept communes de la province de Muyinga, au nord du Burundi. Sa capitale est Giteranyi.

## Géographie
Elle est entourée à l'est par la Tanzanie, au sud par la commune de Butihinda, au nord par le Rwanda et à l'ouest par la commune de Busoni et la commune de Bwambarangwe de la province de Kirundo. La commune couvre une superficie de 398 km2, divisée en quatre zones administratives et trente-cinq collines. La population de Giteranyi est estimé à 151 230 habitants selon les derniers recensements, soit 380,1 habitants par km2.

## Économie
La commune de Giteranyi vit principalement de l'agriculture et du commerce transfrontalier.